# Arnsdorf
Arnsdorf là một thị trấn nằm trong huyện Bautzen, thuộc bang Sachsen, Đức. Anrnsdorf có diện tích 35,8 km², dân số thời điểm ngày 31 tháng 12 năm 2006 là 4837 người.